# Valerio Verra
Valerio Verra (Cuneo, 19 febbraio 1928 – Roma, 20 giugno 2001) è stato un filosofo italiano, specialista di storia della filosofia con particolare riguardo alla filosofia classica tedesca.

## Biografia
Studiò nel liceo classico "Silvio Pellico" della sua città natale, dove ebbe come professore Luigi Pareyson. Dopo il diploma si iscrisse alla facoltà di filosofia all'Università di Torino dove si laureò nel 1949 con una tesi dal titolo Il naturalismo umanistico e sperimentale di John Dewey con relatori Augusto Guzzo e Nicola Abbagnano.
Nella stessa università divenne assistente, prima volontario poi straordinario, alla cattedra di estetica con docente Luigi Pareyson.
Tra il 1954 e il 1956 compì un periodo di studio all'Università di Heidelberg dove ebbe come docente Hans-Georg Gadamer.
Tornato in Italia, dopo aver insegnato nei licei di Aosta e Alessandria, dal 1960 divenne professore all'Università di Trieste.
Nel 1968 passò alla cattedra di storia della filosofia dell'Università di Roma La Sapienza e, dal 1992, Università degli Studi Roma Tre dove resterà in carica fino al 2000 anno del suo ritiro dall'insegnamento, quando venne nominato professore emerito.
Verra è stato membro dell'Accademia Nazionale dei Lincei e dell’Accademia delle Scienze di Torino oltre che membro del direttivo dell'Internationale Hegel-Vereinigung. Negli anni settanta insieme a Carlo Sini e Gianni Vattimo ha organizzato i Colloqui di filosofia al Collegium Phaenomenologicum di Perugia.
I suoi studi si sono concentrati soprattutto sulla filosofia tedesca moderna e contemporanea con particolare attenzione alla filosofia post kantiana. In questo ambito ha, tra l'altro, curato l'edizione delle opere complete di Salomon Maimon (la Gesammelte Werke) in sette volumi pubblicati tra il 1965 e il 1977. Ha dedicato molte opere allo studio del pensiero di Hegel di cui rivalutò soprattutto l'aspetto sistematico.

## Opere
- Dopo Kant. Il criticismo nell’età preromantica, Edizione di filosofia, 1957.
- Mito, rivelazione e filosofia in J. G. Herder e nel suo tempo, Milano, Marzorati, 1957.
- F.H. Jacobi dall'illuminismo all' idealismo, Edizione di filosofia, 1963.
- L'opera e l'eredità di Hegel, Roma-Bari, Laterza, 1972.
- La filosofia italiana dal ’45 a oggi, Roma, Edizioni Rai Radiotelevisione italiana, 1976.
- La dialettica nel pensiero contemporaneo, Bologna, il Mulino, 1976.
- La filosofia di Hegel, Torino, Loescher, 1979, ISBN 882012209X.
- Introduzione a Hegel, Roma-Bari, Laterza, 1988, ISBN 9788842032441.
- Letture hegeliane. Idea, natura e storia, Bologna, il Mulino, 1992, ISBN 8815036776.
- Dialettica e filosofia in Plotino, Milano, Vita e pensiero, 1993, ISBN 9788834305478.
- Manuale di storia della filosofia. Per le Scuole superiori, vol. 1, Roma-Bari, Laterza, 1996. (con Francesco Adorno e Tullio Gregory)
- Manuale di storia della filosofia. Per le Scuole superiori, vol. 2, Roma-Bari, Laterza, 1996. (con Francesco Adorno e Tullio Gregory)
- Manuale di storia della filosofia. Per le Scuole superiori, vol. 3, Roma-Bari, Laterza, 1996. (con Francesco Adorno e Tullio Gregory)
- Claudio Cesa (a cura di), Su Hegel, Bologna, il Mulino, 2004, ISBN 978-88-15-11619-2.
- L'idealismo tedesco, Nocera, Orthotes, 2019, ISBN 9788893142045.